# 大利根勝子
大利根 勝子（おおとね かつこ、1942年〈昭和17年〉1月6日 - 、本名：斎藤 勝子〈さいとう かつこ〉）は、女流の浪曲師。全盲。岩手県東磐井郡八沢村（現：一関市）生まれ。

## 人物
「大利根勝子は五つの時に、流行り病をわずらって、三日三晩の高熱で、危うく命は助かるも、母の姿も見えぬ目に。咲き誇る花の薫りで春を知り、秋の夜長の虫の声、耳を傾けしみじみと、たとえこの眼は見えぬとも、聴いてくださる皆様の、熱い眼差し五体に受けて、行く末長くご贔屓を、高座（たかざ）ながらも願います」という今では珍しくなった自己紹介の外題付けを使い、1994年に東京都・浅草の木馬亭で復活し、2023年2月の引退興行まで活動していた。声量豊かで、浪曲にかける意気込みが客席に伝わってくる。「鍛えられた浪花節の声だ。叫び、苦悩し、身悶えして節を感情を叩きつける。芸の神が憑依した大利根勝子の高座。芸歴は50年以上、木馬亭の財産だ」と、高座を観た者の心を鷲掴みにしていた。

## 来歴
1942年1月6日、岩手県東磐井郡八沢村（現：一関市藤沢町砂子田）の農家のもとに生まれる。5歳の時、当時流行していた麻しん（はしか）に感染し、数日間の高熱状態が続いた影響により両目の視力をほとんど失った。両親は身体のハンディキャップを抱えた勝子の将来を案じ、口寄せを行う巫女「イタコ」にしようか悩んでいたところ、巡業していた浪曲師夫妻が自宅に訪問してきた際に夫妻から浪曲師になることを勧められた。浪曲については無知であったが、家族からの後押しもあり了承した。
その後、自宅から4km離れた小学校に歩いて通っていたが、5年生に上がると担任から「授業を受けるのは無理」と告げられたことから親元を離れ、1953年4月9日に大利根太郎（初代東家浦太郎の当初の師匠でもある）の家に住み込みで入門した。同年5月20日に北海道常呂郡置戸町の営林局にて初舞台『花売り娘』を踏んだ。以後北海道や東北地方を中心に地方巡業に明け暮れていたが、浪曲の人気が低下してきた影響により仕事が減少。1982年、活動を一旦休止し、あん摩マッサージ指圧師の資格を取り群馬県前橋市に鍼灸院を開いた。
1990年代、木馬亭の客足が伸び悩んでいる旨の新聞記事を夫が見つけ、代読してもらっていた際に浪曲に対する思いが募り、木馬亭に対し出演を願う電話を入れた。1994年に、木馬亭にて数十年振りとなる復活を果たした。
2022年7月、自身の年齢や体力・気力の限界が近づいたことを踏まえ、活動を引退する旨を玉川奈々福に伝えた。2023年2月25日に、木馬亭で「大利根勝子 引退興行」が開催された。浪曲師になって一番初めに習った『花売り娘』を最後の舞台で演じ、数十年にわたり務めた浪曲師を引退した。

## DVD
- 『浪曲Dramatix 浅草木馬亭の浪曲師たち第五集 女流浪曲師篇 其の参「梅山家の縁談」』[2]
- 『浪曲dramatix 唸りをあげる浪曲ソウル 大利根勝子 波瀾万丈！』MR-07[2]